# Manfred Wong
Manfred Wong, de son vrai nom Wong Man-chun (王文雋, né le 5 juin 1957), est un scénariste, producteur, réalisateur, animateur de radio et acteur hongkongais, très connu pour avoir scénarisé toute la série des Young and Dangerous.

## Biographie
Né à Hong Kong, Wong étudie à la St. Paul's Convent School (en). Il se spécialise ensuite en communication à l'université baptiste de Hong Kong mais abandonne avant la fin de ses études et travaille comme concepteur-rédacteur à la télévision. En 1972, il devient pigiste pour des magazines et des journaux. En 1977, il devient script à la RTV (en) et travaille sur plusieurs séries dramatiques telles que Reincarnated et Dragon Strike. Il entre dans l'industrie cinématographique en 1979, travaillant dans le secteur créatif de la production.
En 1995, il forme un partenariat avec le réalisateur et directeur de la photographie Andrew Lau et le réalisateur, scénariste et producteur Wong Jing pour fonder la BoB and Partners Co. Ltd. (en), dont le produit ayant eu le plus de succès est la franchise Young and Dangerous

## Filmographie comme scénariste
- Young and Dangerous: Reloaded (2013)
- The Last Tycoon (2012)
- Loving Him (2002)
- Women From Mars (2002)
- For Bad Boys Only (2000)
- Born to Be King (2000)
- Tau mung (2000)
- Those Were the Days... (2000)
- A Man Called Hero (1999)
- Sex and Zen 3 (1998)
- The Storm Riders (1998)
- Young and Dangerous: The Prequel (1998)
- Portland Street Blues (1998)
- Young and Dangerous 5 (1998)
- Young and Dangerous 4 (1997)
- Young and Dangerous 3 (1996)
- Young and Dangerous 2 (1996)
- Young and Dangerous (1996)
- Street Angels (1996)
- The Trail (1993)
- Deadly Dream Woman (1992)
- The Perfect Match (1991)
- Yu pui tsuen 2 (1987)
- Rich and Famous (1987)
- Soul (1986)
- Dream Lovers (1986)
- Carry on Doctors and Nurses (1985)
- Twinkle Twinkle Little Star (1983)
- Everlasting Love (1983)
- Lonely Fifteen (1982)
- Duel to the Death (1982)
- Encore (1980)